# Tarek Zayat
Tarek Zayat (født 6. august 1998 i Mjølnerparken i København) er en dansk skuespiller og jurastuderende. Han fik sin debut i filmen Shorta i 2020 og medvirker blandt andet i filmene Hele vejen og Det andet offer, der begge er fra 2025. 

## Levnedsløb
Tarek Zayat er født og opvokset i Mjølnerparken på Nørrebro i København. Han blev optaget på jurastudiet på Københavns Universitet i 2020. Kort før studiestart blev han spottet på Strøget i København og inviteret til casting til filmen Shorta, hvorefter han blev tilbudt en af de bærende roller som Amos, der hjælper de to politifolk, der bliver fanget i den fiktive oprørte bydel Svalegården. Han måtte så lære rollen og deltage i oplevelserne, samtidig med at han gennemførte sit første semester på studiet.

## Roller

### Tv-serier
- Drenge (2022) - Sebastian
- Guldfeber (2023) - Jamal

### Film
- Shorta (2020) - Amos Al-Shami
- Hele vejen (2025) - Hamza
- Det andet offer (2025) - Jonas